# Rugby Club Valpolicella
Il Rugby Club Valpolicella A.S.D. è un club italiano di rugby a 15 di San Pietro in Cariano.
Fondato nel 1974 da Sergio Ruzzenente, da allora presidente del consorzio, prende il nome dalla zona collinare in prossimità delle Prealpi Venete.
Nella stagione 2019-20 milita in serie A, la seconda categoria nazionale federale.

## Cronistoria
| Cronistoria del Rugby Club Valpolicella |
| --- |
| - 1974 · Nascita del Rugby Nogarine - 1976-77 · Serie C2 - 1977-78 · Serie C2 - 1978-79 · Serie C2 - 1979-80 · Serie C2 - 1980-81 · Serie C2 - 1981-82 · Serie C2 - 1982-83 · Serie C2 - 1983-84 · Serie C2 - 1984-85 · Serie C2 Promozione in serie C1 - 1985-86 · Serie C1 - 1986-87 · Serie C1 - 1987-88 · Serie C1 - 1988-89 · Serie C1 Promozione in serie B - 1989-90 · Serie B - 1990-91 · Serie B - 1991-92 · Serie B - 1992-93 · Serie B - 1993-94 · Serie B - 1994-95 · Serie B - 1995-96 · Serie B - 1996-97 · Serie B - 1997-98 · Serie B Retrocessione in serie C1 - 1998-99 · Serie C1 - 1999-2000 · Serie C1 - 2000-01 · Serie C1 - 2001-02 · Serie C1 Riassegnazione alla serie C - 2002-03 · Serie C - 2003-04 · Serie C Promozione in serie B - 2004-05 · Serie B - 2005-06 · Serie B - 2006-07 · Serie B - 2007-08 · Serie B - 2008-09 · Serie B - 2009-10 · Serie B Promozione in serie A2 - 2010-11 · Serie A2 - 2011-12 · Serie A2 - 2012-13 · Serie A2 Promozione in serie A1 - 2013-14 · Serie A1 Riassegnazione alla serie A - 2014-15 · Serie A - 2015-16 · Serie A - 2016-17 · Serie A - 2017-18 · Serie A |